# FORU Oceania Cup 2013
FORU Oceania Cup 2013 (in inglese 2013 FORU Oceania Cup) fu la 7ª edizione della Coppa d'Oceania di rugby a 15 organizzata da Federation of Oceania Rugby Union.
Fu disputata da quattro squadre che si affrontarono in un girone all'italiana.
Il torneo servì anche come primo turno della zona di qualificazione oceaniana alla Coppa del Mondo di rugby 2015: la squadra vincitrice della Coppa d'Oceania, infatti, avrebbe dovuto disputare lo spareggio continentale per l'accesso diretto alla Coppa del Mondo contro Figi.
Il torneo si svolse al Lloyd Robson Oval di Port Moresby, capitale di Papua Nuova Guinea, dal 6 al 13 luglio 2013.
Partecipanti al torneo, oltre alla squadra di casa, erano Isole Salomone, Tahiti e Isole Cook, e il successo finale arrise a queste ultime per la seconda volta nella storia della competizione, grazie alla vittoria all'ultima giornata contro Papua Nuova Guinea.
Le Isole Cook poterono quindi continuare il loro percorso di qualificazione alla Coppa del Mondo di rugby 2015.

## Risultati
| Arbitro: | Sam Tuidraki |

|                                                   |      |              |
| 6’ F. Smith 15’, 54’ Makuare 50’ Napara 79’ Ioane | mt   | 23’ Richmond |
| 6’, 15’, 50’, 54’, 79’ Mullany                    | tr   |              |
| 28’ Mullany                                       | c.p. |              |

| Arbitro: | Kaveni Talemaivalagi |

|                                              |      |                                |
| 30’, 41’ Kautu 34’ Miai 45’ Liliket 77’ Pato | mt   | 39’, 55’ Pukefenua 80’ Maebata |
| 41’, 45’ Kautu                               | tr   | 55’, 80’ L. Puia               |
|                                              | c.p. | 43’ L. Puia                    |

| Arbitro: | Kaveni Talemaivalagi |

|                        |      |                                                                      |
| 28’ T. Puia 80’ Bakila | mt   | 19’ Makuare 34’ Vaevae 46’ Cowan 56’ Raui 62’ Robinson 65’ Teinakore |
| 80’ L. Puia            | tr   | 19’, 34’, 56’ Vaevae                                                 |
|                        | c.p. | 12’ Vaevae                                                           |

| Arbitro: | James Bolabiu |

|                                                          |      |                                                                |
| 4’ Richmond 23’ Andoni Jímenez 40+5’ Taeae 45’ Teihoarii | mt   | 11’ Bulumaris 14’ Guise 33’, 64’ Tseraha 50’ Morris 60’ Susuve |
| 4’, 23’, 40+5’ Fournier                                  | tr   | 11’ Kautu 50’, 60’ Susuve                                      |
| 30’, 71’ Fournier                                        | c.p. | 68’ Susuve                                                     |

| Arbitro: | James Bolabiu |

|                                      |      |                          |
| 23’ Chapman 70’ Kelesi 79’ Pukefenua | mt   | 27’, 40+1’, 58’ Richmond |
| 79’ L. Puia                          | tr   | 40+1’, 58’ Fournier      |
| 2’, 20’ L. Puia                      | c.p. | 73’ Fournier             |

| Arbitro: | Sam Tuidraki |

|                                                  |      |                                                      |
| 2’ Guise 24’, 61’ Liliket 73’ Kapua 80+4’ Morris | mt   | 38’ Marsters 40’, 45’ Ioane 47’ Mullany 67’ F. Smith |
| 25’, 61’, 80+4’ R. Susuve                        | tr   | 38’, 45’, 47’ Mullany                                |
|                                                  | c.p. | 7’, 78’ Mullany                                      |

### Classifica
|  | Squadra            | G | V | N | P | P+  | P-  | diff. | B | PT |
|  | ------------------ | - | - | - | - | --- | --- | ----- | - | -- |
|  | Isole Cook         | 3 | 3 | 0 | 0 | 114 | 48  | +66   | 3 | 15 |
|  | Papua Nuova Guinea | 3 | 2 | 0 | 1 | 99  | 91  | +8    | 4 | 12 |
|  | Isole Salomone     | 3 | 1 | 0 | 2 | 57  | 90  | -33   | 1 | 5  |
|  | Tahiti             | 3 | 0 | 0 | 3 | 59  | 100 | -41   | 3 | 3  |